# Cycloponympha hermione
Cycloponympha hermione là một loài bướm đêm thuộc họ Lyonetiidae. Nó được tìm thấy ở Mozambique.